# 1987 VT
1987 VT är en asteroid i huvudbältet som upptäcktes den 15 november 1987 av den tjeckiske astronomen Zdeňka Vávrová vid Kleť-observatoriet.
Asteroiden har en diameter på ungefär 14 kilometer och den tillhör asteroidgruppen Watsonia.